# La genealogia de la moral
La genealogia de la moral és una obra filosòfica de Friedrich Nietzsche publicada el 1887. Consta d'un prefaci i tres tractats i és un dels seus escrits més influents. No pren la forma d'aforismes, com la majoria de les seves obres, sinó que es basa en textos sistemàtics més extensos i amb una vindicació de caràcter acadèmic on s'hi exposen tesis sociològiques, històriques i psicològiques.
A diferència dels filòsofs morals clàssics, Nietzsche no volia derivar ni justificar la moral, sinó comprendre el desenvolupament històric i els requisits psicològics de certs valors morals. Per tant, no es pregunta com han d'actuar les persones, sinó per què les persones (individus o grups) creuen que han d'actuar d'una manera determinada o volen que altres actuïn d'una manera o altra.
El contrast entre una «moral d'esclaus» i una «moral noble» del primer tractat és força conegut. El tercer tractat, en què Nietzsche sotmet els ideals ascètics a una crítica detallada, és fonamental per a la comprensió dels seus darrers treballs.

## Estructura
El llibre està dividit en tres seccions: la primera està dedicada a la distinció entre «Bo i pervers, bo i dolent». La segona, «Culpa, mala consciència i aspectes similars» inclou la famosa definició de l'home com a «animal que pot prometre» i que, per tant, sap oblidar i mentir. Finalment, la tercera secció es pregunta «Què signifiquen els ideals ascètics?» i, després de passar comptes amb Immanuel Kant i Arthur Schopenhauer, analitza l'ascetisme moral dels sacerdots que tenen per funció fer que els homes feliços se sentin culpables de la seva felicitat. En paraules de Nietzsche:
| « | La veritat del primer tractat és la psicologia del cristianisme: el naixement del cristianisme, de l'esperit del ressentiment, no de "l'esperit", com sovint es creu, sinó un antimoviment que per la seva essència representa la gran rebel·lió contra el domini dels valors nobles. El segon tractat presenta la psicologia de la consciència, que no és com es creu habitualment la veu de Déu en l'home, és l'instint de crueltat (...). El tercer tractat dona resposta a la pregunta sobre d'on prové l'enorme poder de l'ideal ascètic, de l'ideal sacerdotal, malgrat que aquest sigui un ideal nociu. | » |

## Influència
L'obra va exercir una important influència sobre Sigmund Freud, que va escriure El malestar en la cultura a partir del pensament de la presa de consciència de les atrocitats. També va inspirar el filòsof Max Scheler a escriure Das Ressentiment im Aufbau der Moralen.
Hom considera La genealogia de la moral una obra pionera de la filosofia contemporània. Per exemple, l'obra de Michel Foucault n'està impregnada de referències. Entre els pensadors postmoderns francesos, l'obra La distinció de Pierre Bourdieu també es pot remetre a les seves idees. La idea bàsica aquí es basa en el ressentiment moral del cavaller, és a dir, delimitar el dolent del bo mitjançant diferències en molts nivells de la vida.

## Traducció al català
- Nietzsche, Friedrich Wilhelm. La genealogia de la moral. Un escrit polèmic. Traducció de Joan Leita, edició a cura de Josep Maria Calsamiglia. Barcelona: Edicions 62, 2010. [[Especial:Fonts bibliogràfiques/978-84-92672-75-2|ISBN 978-84-92672-75-2]].